# Централна агенция за обществена мобилизация и статистика (Египет)
Централната агенция за обществена мобилизация и статистика (на арабски: الجهاز المركزي للتعبئة العامة والإحصاء, на английски: Central Agency for Public Mobilization and Statistics, CAPMAS) е държавната статистическа агенция на Египет.
Тя събира, обработва, анализира и разпространява статистически данни, провежда преброявания на населението.
Агенцията е създадена с Указ 2915 през 1964 г. Тя е официален източник на статистики данни и отчети.